# La música del silenci
La música del silenci (originalment en italià, La musica del silenzio) és una pel·lícula biogràfica italiana de 2017 dirigida per Michael Radford, basada en la novel·la homònima de 1999 escrita pel tenor Andrea Bocelli i inspirada lliurement en la seva vida infantil fins a l'inici de la seva gran carrera. Bocelli és interpretat per Toby Sebastian amb l'alter ego d'Amos Bardi. El tenor italià apareix físicament en una escena de la pel·lícula i la seva presència acompanya tota la pel·lícula en forma de narració en primera persona. S'ha doblat al català; també s'ha editat en valencià per a À Punt.

## Sinopsi
Nascut amb una malaltia ocular que finalment porta a la seva ceguesa, Andrea Bocelli persegueix la seva ambició i es converteix en un cantant i compositor popular.

## Repartiment
- Toby Sebastian com a Amos Bardi
- Luisa Ranieri com a Edi
- Jordi Molla com a Sandro
- Antonio Banderas com el mestre
- Ennio Fantastichini com a Giovanni
- Francesca Prandi com a Katia
- Anthony Souter com a Umberto
- Nadir Caselli com a Ellonora
- Alessandro Sperduti com a Adriano
- Francesco Salvi com a Ettore